# Le Klint (virksomhed)
 For alternative betydninger, se Le Klint. (Se også artikler, som begynder med Le Klint)
Le Klint A/S er en dansk designvirksomhed, som er kendt for lamper med plisserede lampeskærme. Virksomheden er kgl. hofleverandør.
Virksomhedens produkt opstod, da Le Klint (1920-2012) begyndte at plissere papirskærme, der var baseret på en idé af farfaren, bygmesteren og arkitekten P.V. Jensen Klint. P.V. Jensen Klint havde i 1901 skabt den første skærm (af karduspapir) til en petroleumslampe af stentøj sammen med skibskaptajn Hagedorn. Le Klints far, Tage Klint (1884-1953, bror til arkitekten Kaare Klint), havde set potentialet i skærmene, tog patent på skærmen i 1938 og oprettede i 1943 firmaet Le Klint A/S oprettet, som han opkaldte efter sin datter. I 1942 havde Tage Klint lanceret skærmen "Model 1". Kaare Klint designede "Model 101", Frugtlygten i 1944 og senere Kiplampen. Det var også Kaare Klint, som tegnede Le Klints bomærke, som i let ændret form stadig anvendes. Kaare Klints søn Esben Klint (1915-1969) har også designet lamper for Le Klint.
Da Tage Klint døde i 1953, gik firmaet og rettighederne til lampeskærmene i arv til Le Klints bror Jan Klint, som udelukkede sin søster fra det succesrige familiefirma. Hun har i sin selvbiografi, Erindringstråde (1998), beskrevet, hvordan hun nærmest blev lokket til at afgive sin aktiepost i firmaet mod at få en livslang månedlig betaling på 850 kroner før skat. Jan Klint sørgede i 1972 for at stifte en fond, så han var sikker på, at virksomheden kunne fortsætte efter hans død. Jan Klint døde i 1989, hvorefter virksomhedens ledelse overgik til personer uden for Klint-familien.
Allan Bock blev forretningsfører i Le Klint 1943, direktør for samme 1945 og var medlem af direktionen for A/S Le Klint 1953-71, derefter kommitteret.
Poul Christiansen udførte nye modeller for Le Klint i perioden fra 1967 til 1978, bl.a. den populære Sinus-serie.
Virksomheden har hovedsæde i Odense.